# Leandro e Leonardo
Leandro e Leonardo waren ein brasilianisches Duo der Música Sertaneja.
Die beiden Brüder Emival Eterno Costa, Künstlername Leonardo, (* 25. Juli 1963 in Goianápolis, Bundesstaat Goiás) und Leandro († 23. Juni 1998) gehörten zu den erfolgreichsten Musikern dieser Musikrichtung, deren Stars von den brasilianischen Medien nach dem Vorbild nordamerikanischer Country-Sänger aufgebaut wurden. Nachdem Leandro 1998 an Krebs gestorben war, startete Leonardo eine erfolgreiche Solokarriere.